# Pyrenopeziza plicata
Pyrenopeziza plicata är en svampart som först beskrevs av Rehm, och fick sitt nu gällande namn av Rehm 1892. Enligt Catalogue of Life ingår Pyrenopeziza plicata i släktet Pyrenopeziza, ordningen disksvampar, klassen Leotiomycetes, divisionen sporsäcksvampar och riket svampar, men enligt Dyntaxa är tillhörigheten istället släktet Pyrenopeziza, familjen Dermateaceae, ordningen disksvampar, klassen Leotiomycetes, divisionen sporsäcksvampar och riket svampar. Arten är reproducerande i Sverige. Utöver nominatformen finns också underarten conicola.